# Racomitrium kerguelense
Racomitrium kerguelense là một loài Rêu trong họ Grimmiaceae. Loài này được Ochyra & Matteri mô tả khoa học đầu tiên năm 1996.